# Alice's Channel Swim
Alice's Channel Swim é um curta-metragem de animação estadunidense de 1927, lançado como parte da série Alice Comedies.